# Crosslake
Crosslake ist eine Kleinstadt (mit dem Status „City“) im Crow Wing County im nördlichen Zentrum des US-amerikanischen Bundesstaates Minnesota. Das U.S. Census Bureau hat bei der Volkszählung 2020 eine Einwohnerzahl von 2.394 ermittelt.

## Geografie
Crosslake liegt am Ostufer des gleichnamigen Sees auf 46°40′14″ nördlicher Breite und 94°06′25″ westlicher Länge. Die Stadt erstreckt sich über 95,54 km², die sich auf 66,67 km² Land- und 28,88 km² Wasserfläche verteilen.
Benachbarte Orte von Crosslake sind Fifty Lakes (an der nördlichen Stadtgrenze), Emily (16,6 km nordöstlich), Breezy Point (16,8 km südwestlich) und Jenkins (25,8 km westlich).
Die nächstgelegenen größeren Städte sind Minneapolis (233 km südsüdöstlich), Minnesotas Hauptstadt Saint Paul (247 km in der gleichen Richtung), Eau Claire in Wisconsin (376 km südöstlich), Duluth am Oberen See (190 km östlich) und Fargo in North Dakota (240 km westlich).
Die Grenze zu Kanada befindet sich 245 km nördlich.

## Verkehr
In Crosslake treffen mehrere County Roads und untergeordnete Landstraßen sowie unbefestigte Fahrwege zusammen.
Mit dem Brainerd Lakes Regional Airport befindet sich 42,9 km südlich von Crosslake ein kleiner Regionalflughafen. Der nächste Großflughafen ist der 256 km südsüdöstlich gelegene Minneapolis-Saint Paul International Airport.

## Geschichte
Im Jahr 1959 wurde die bisherige Township zur selbstständigen Kommune Crosslake inkorporiert.

## Demografische Daten
Nach der Volkszählung im Jahr 2010 lebten in Crosslake 2141 Menschen in 1027 Haushalten. Die Bevölkerungsdichte betrug 32,1 Einwohner pro Quadratkilometer. In den 1027 Haushalten lebten statistisch je 2,08 Personen.
Ethnisch betrachtet setzte sich die Bevölkerung zusammen aus 98,5 Prozent Weißen, 0,3 Prozent Afroamerikanern, 0,3 Prozent amerikanischen Ureinwohnern, 0,1 Prozent Asiaten sowie 0,1 Prozent aus anderen ethnischen Gruppen; 0,7 Prozent stammten von zwei oder mehr Ethnien ab. Unabhängig von der ethnischen Zugehörigkeit waren 0,2 Prozent der Bevölkerung spanischer oder lateinamerikanischer Abstammung.
16,1 Prozent der Bevölkerung waren unter 18 Jahre alt, 49,9 Prozent waren zwischen 18 und 64 und 34,0 Prozent waren 65 Jahre oder älter. 50,1 Prozent der Bevölkerung war weiblich.
Das mittlere jährliche Einkommen eines Haushalts lag bei 61.339 USD. Das Pro-Kopf-Einkommen betrug 37.724 USD. 6,3 Prozent der Einwohner lebten unterhalb der Armutsgrenze.